# Армандо Мансо
Армандо Мансо (ісп. Armando Manzo, нар. 16 жовтня 1958, Мехіко) — мексиканський футболіст, що грав на позиції центрального захисника, зокрема за «Америку», а також національну збірну Мексики.

## Клубна кар'єра
У дорослому футболі дебютував 1978 року виступами за команду «Тампіко Мадеро», в якій провів один сезон, взявши участь у 26 матчах чемпіонату. 
1979 року перейшов до «Америки», в якій провів вісім сезонів своєї ігрової кар'єри. Більшість часу, проведеного у складі «Америки», був основним гравцем захисту команди, здобув за цей час три титули чемпіона Мексики. 1987 року здобув Кубок чемпіонів КОНКАКАФ.
Згодом з 1987 по 1989 рік грав у складі команд «Некакса» та «Кобрас де Сьюдад-Хуарес». Завершив ігрову кар'єру у «Монтерреї», за який виступав протягом 1989—1991 років.

## Виступи за збірну
Протягом 1980–1986 років грав у складі національної збірної Мексики, провівши у її формі 38 матчів і забивши 1 гол.
Був у заявці збірної на домашній чемпіонат світу 1986 року, на якому був резервним гравцем і жодного разу на поле не виходив.

## Титули і досягнення
- Володар Кубка чемпіонів КОНКАКАФ (1):

«Америка»: 1987
- Чемпіон Мексики (3):

«Америка»: 1983/84, 1984/85, 1985 (П)